# Бине, Жак Филипп Мари
Жак Фили́пп Мари́ Бине́ /нэ́/  (Jacques Philippe Marie Binet; 2 февраля 1786, Рен — 12 мая 1856, Париж) — французский математик, механик и астроном.

## Биография
Окончил Политехническую школу (1806) и уже со следующего года начал преподавать в ней. С 1843 года член Парижской Академии Наук.
Бине одним из первых пришёл к идеям матричной алгебры и первым опубликовал в 1812 году правило умножения матриц. С его именем связана формула Бине для чисел Фибоначчи, хотя эту формулу столетием ранее получил Абрахам де Муавр. Независимо от Эйлера нашёл частное решение задачи о четырёх кубах (формулы Эйлера и Бине). Бине принадлежит также ряд важных теорем в механике вращающихся тел.

## Некоторые труды
- «Mémoire sur la théorie des axes conjugués et des moments d’inertie des corps» // Journ. de l’Ec. pol., IX, 1813;
- "Mémoire sur la détermination analytique d’une sphère tangente à quatre autres sphères // Ibid., X, 1815;
- «Mémoire sur la détermination des orbites des planètes et des comètes» // Ibid., XIII, 1831;
- «Mémoire sur les intégrales définies eulériennes et sur leur application à la théorie des suites ainsi qu'à l'évaluation des fonctions des grands nombres» // Ibid., XVI, 1839; Paris, 1840;
- «Mémoire sur les inégalités séculaires du mouvement des planètes» // Journal de Math., V, 1840;
- «Mémoire sur la formation d’une classe très étendue d'équations réciproques renfermant un nombre quelconque de variables» (Paris, 1843).